# Матадор
„Матадор“ е български игрален филм от 1994 година на режисьора Димитрис Димос.

## Актьорски състав
Не е налична информация за актьорския състав.